# Cá chèo bẻo
Cá chèo bẻo (Danh pháp khoa học: Chiloscyllium griseum) hay còn gọi là cá bẻo hay cá xà bông hay là cá xà hoa hay còn gọi là cá nhám trắng, cá nghẻo là một loại cá biển nước mặn, thuộc loại cá da nhám thuộc giống cá mập hiền và có họ hàng với cá nhám nhưng có sự khác biệt bởi những đốm đen trên nền da nâu tím.

## Đặc điểm sinh học

### Mô tả
Cá chèo bẻo có miệng nhỏ và có giác bám tựa như mực, nó giống cá nhám nhỏ, đầu to da xám đen có bông trắng. Đặc biệt giống cá này không có hàm, ăn mồi sống nhỏ: mực, tôm, cá con... ngư dân thường dùng mồi dùng câu loại cá này thường là mực tươi nhỏ Cá có thân thon dài, đuôi nhọn, mình có nhiều hoa văn màu xám đen, con lớn thường nặng khoảng 3 - 4kg, mình rằn ri như rắn biển, trên thân mình xù xì nhám của cá có nhiều đốm bông đen trên nền da nâu. Thịt cá bẻo rất béo tiết chất ngọt và béo mềm dẻo tựa cá bớp, rất tươi, trội vị béo thanh nhưng không ngậy, hậu ngọt dịu, xương cá giòn phần đầu và đuôi cá chứa nhiều sụn

### Tập tính
Cá bẻo thuộc giống cá mập hiền, là loại cá biển, miệng và thân giống cá nhám, cá mập, nhưng không phải cá mập bình thường không tấn công người như những giống cá mập dữ khác, tuy nhiên có phản ảnh rằng đây là giống cá rất hung dữ, có thể tấn công ngư dân nếu bất cẩn Lúc lớn, cá sống đơn độc chứ không theo bầy như những loại cá khác.

### Phân bố
Cá bẻo thích sống ở vùng nước ấm, ngụ ở vùng biển sâu, giống cá này thường sống ở tầng đáy, sống gần rạn san hô, xuất hiện nhiều vào mùa gió chướng, khi biển động. Cá phân bố ở một số vùng biển từ Bình Định đến Phan Thiết và một số nơi ở miền Trung và Phú Quốc (Kiên Giang).... Vào mùa gió chướng, khoảng tháng mười đến gần cuối tháng hai âm lịch, nhằm mùa biển động, cá xuất hiện nhiều. Ở Việt Nam, ngư dân có thể đánh bắt cá bẻo quanh năm nhưng rộ nhất vẫn là mấy tháng trước và sau tết.

## Giá trị

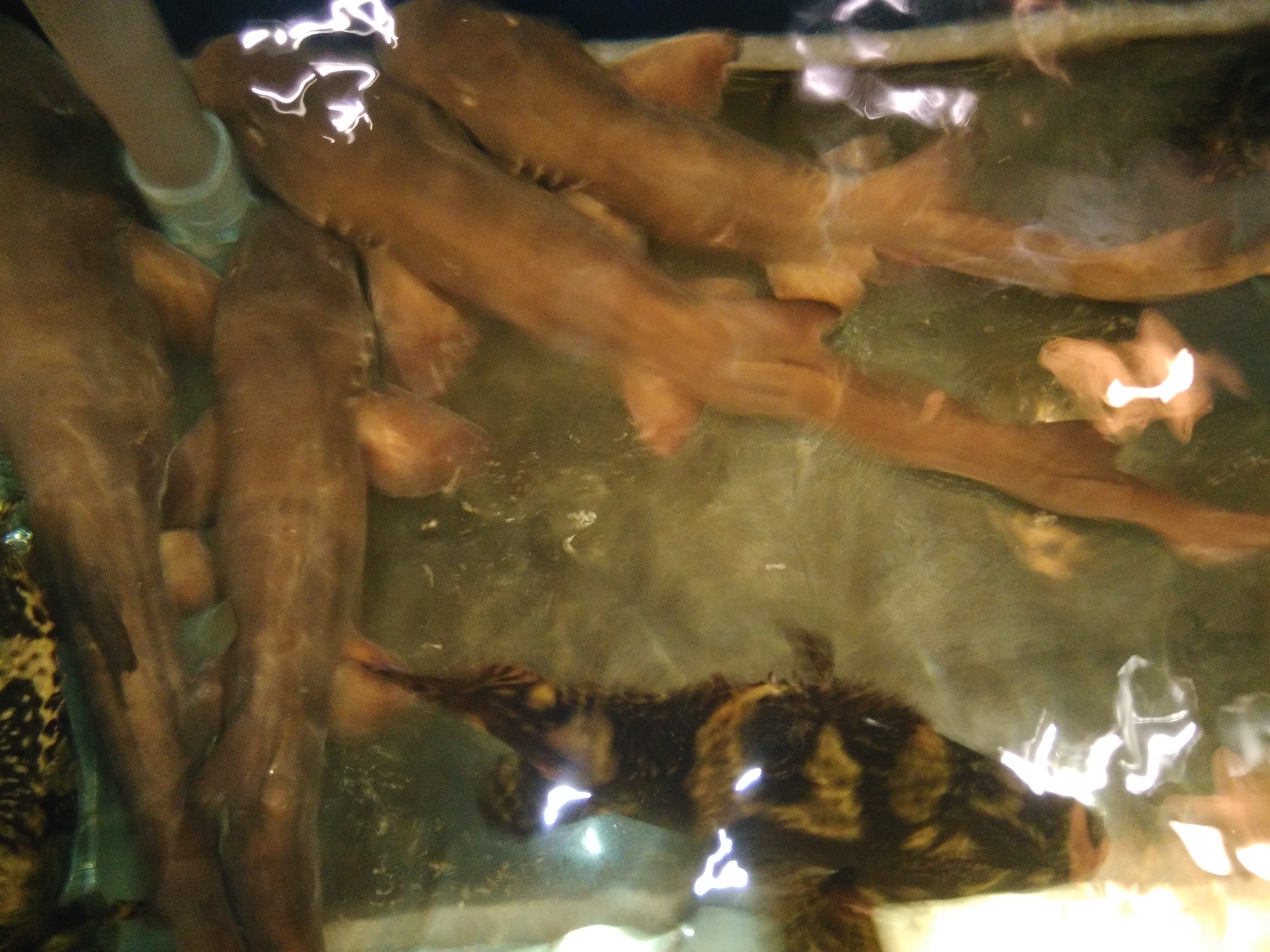
Cá chèo bẻo ở Gò Vấp

Cá chèo bẻo được dùng làm nguyên liệu để chế biến thành những món ăn ngon như cá bẻo nướng, lẩu mẻ cá chèo bẻo, Cá chèo bẻo nướng muối ớt, cá chèo bẻo còn được cư dân miền biển chế biến thành các món khác, như tái chanh, nhúng giấm, chiên nước mắm... cá chèo bẻo không chỉ dùng chế biến thành món ăn ngon miệng, hấp dẫn đối với dân miền biển, mà còn với cư dân sâu trong đất liền. Cá chèo bẻo được một số quán ở hai địa phương Vĩnh Long và Trà Vinh chế biến thành món nhậu phục vụ thực khách, một số ngư dân ở đây bảo rằng, thịt cá bẻo có thể chữa khỏi chứng ghẻ, lở ở trẻ em.